# 雞批

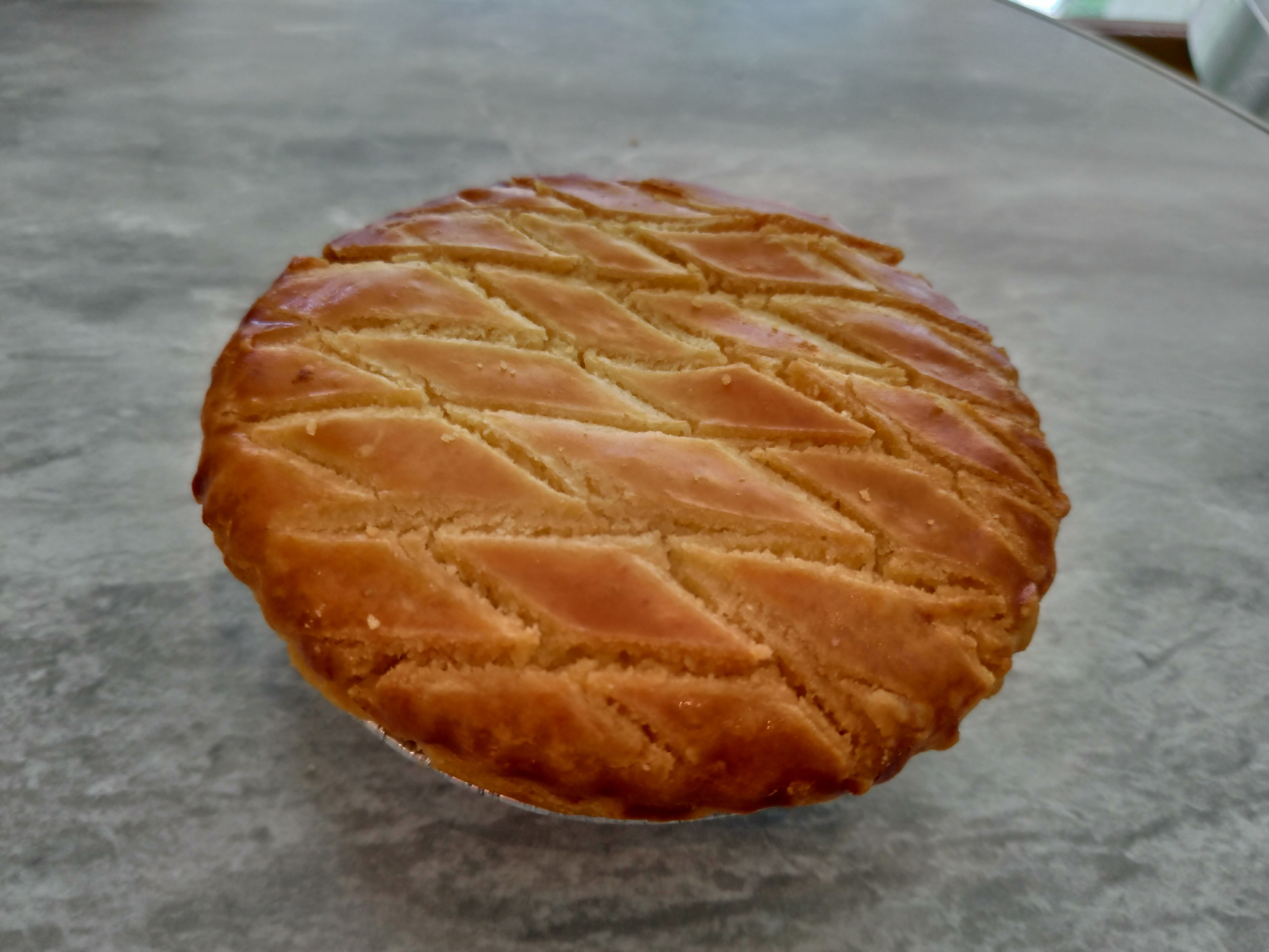
香港的一家咖啡店供應的雞批

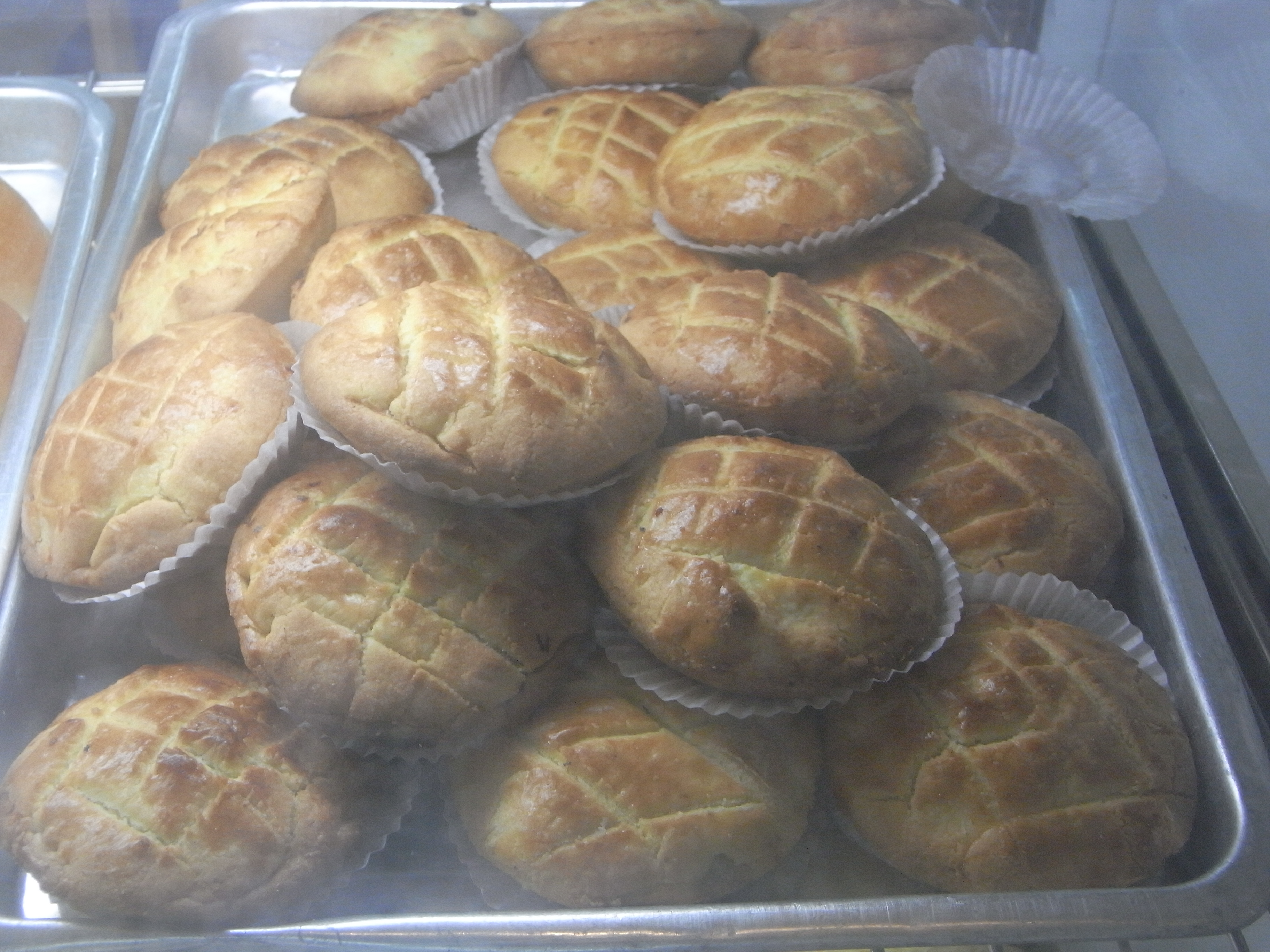
一盤雞肉餡餅

雞肉派，香港又稱雞批，又稱雞肉餡餅，是一種以雞肉為餡料、偏鹹的餡餅，源自英國，也是香港一種普遍的西餅。
英國原版的雞批使用蘑菇、馬鈴薯和雞肉烹煮成的白汁做餡料，隨著英國在十九世紀中葉建立香港殖民地，英國人將雞批等西方餡餅的製作技藝引進到香港，但在早年，西點對於普羅市民而言是十分奢侈的食品，當時只有英國人及社會精英階層才能消費得起。為適應香港人的口味和環境，雞批之後產生出本土化的版本。由於香港人將雞批作為點心，所以份量較小，同時因為香港氣候比較濕熱，批皮容易軟化及不耐存放，因此把原本的白汁改為以火腿和青豆，加上爆香的乾葱和洋葱，和雞肉做餡料，減少餡料含有的水份，使批皮不易變軟。雞批常見於香港的西餅店，多作為早餐及茶點，食用時可配以港式奶茶、鴛鴦或咖啡。

## 做法
1. 做法是先將牛油與糖霜拌勻至軟滑，加入蛋拌勻，加入麵粉用手輕輕拌成麵糰。
2. 用保鮮紙包好放入冰櫃冷凍[3]。
3. 雞腿肉煮熟，將火腿，雞腿肉，蘑菇加入醃料（港式雞批會使用紹興酒、生抽、生粉、麻油及胡椒粉，傳統英式雞批則不然），洋蔥切粒。
4. 先將洋蔥炒香後，再加入雞丁粒炒至半熟後加入其他材料略炒後盛起備用。
5. 將其他白汁加入慢火將汁料煮至濃稠。
6. 牛油煮融離火，然後放麵粉攪到軟滑為止。
7. 取出麵糰做批皮，取一小塊搓平舖在餅模上，然後放餡。
8. 再取一小塊麵糰搓平舖在上面，用叉背在餅邊壓花，在批表刺氣孔後掃上蛋汁。
9. 最後，放入焗爐烘焗至金黃色。

## 外部連接
维基共享资源上的相關多媒體資源：雞批